# Otepa Kalambay
Otepa Kalambay (Quinxassa, 12 de novembro de 1948 – Quinxassa, 12 de novembro de 2024) foi um jogador da seleção de futebol do Zaire (atual República Democrática do Congo) em 1974, na primeira e única vez em que Zaire se classificou para uma Copa do Mundo FIFA.

## Morte
Kalambay morreu devido a uma longa doença em 12 de novembro de 2024, aos 76 anos.